# Josip Friščić
Josip Friščić, né le 15 août 1949 à Subotica Podravska, près de Rasinja (Yougoslavie) et mort le 23 janvier 2016 à Koprivnica (Croatie), est un homme politique croate.
Membre du Parti paysan croate à partir de 1992, il en devient le président en 2005. Préfet du comitat de Koprivnica-Križevci (2001-2008), il est élu député en 2008 et sert comme vice-président du parlement jusqu'en 2011. Il quitte ses fonctions en 2012.